# Acantholimon tricolor
Acantholimon tricolor är en triftväxtart som beskrevs av Karl Heinz Rechinger och Mogens Engell Köie. Acantholimon tricolor ingår i släktet Acantholimon och familjen triftväxter. Inga underarter finns listade i Catalogue of Life.